# Domenico Tardini
Domenico Tardini (Rome, 29 februari 1888 – aldaar, 30 juli 1961) was een Italiaans geestelijke en kardinaal van de Katholieke Kerk. 
Tardini bezocht het Pauselijk Seminarie bij de Sint-Jan van Lateranen, waar hij in 1903 magna cum laude afstudeerde in de theologie en de filosofie. Op 20 september 1912 werd hij tot priester gewijd. Aansluitend doceerde hij theologie aan verschillende Romeinse seminaries. In 1921 trad hij in dienst van de Romeinse Curie, waar hij te werk gesteld werd bij de afdeling buitengewone kerkelijke aangelegenheden. Van 1923 tot 1929 was hij moderator van de jeugdafdeling van de Azione Cattolica. In 1929 benoemde paus Pius XI hem tot ondersecretaris van de afdeling buitengewone kerkelijke aangelegenheden. In 1937 werd hij secretaris van diezelfde afdeling. Vanaf 1935 werkte Tardini daarnaast bij het staatssecretariaat van de Heilige Stoel. In 1952 benoemde paus Pius XII hem tot pro-secretaris. Hij was een vertrouweling van Pius XII. Tardini diende paus Pius de laatste heilige sacramenten toe en gold - hoewel hij nog geen kardinaal was - als een van diens mogelijke opvolgers.
Paus Johannes XXIII benoemde Tardini kort na zijn aantreden tot nieuwe staatssecretaris, en tot aartspriester van de Sint-Pietersbasiliek. Op 14 december 1958 werd hij titulair aartsbisschop van Laodicea in Syrië. Tijdens het consistorie van de dag daarna werd hij opgenomen in het College van Kardinalen. Hij kreeg de Sant'Apollinare alle Terme Neroniane-Alessandrine als titeldiakonie. Op 27 december van dat jaar wijdde Johannes hem tot bisschop, tijdens een plechtige viering waarbij ook Albino Luciani, de latere paus Johannes Paulus I, tot bisschop werd gewijd.
Domenico Tardini overleed in Rome. Zijn lichaam werd bijgezet in het klooster van de karmelieten in Vetralla.